# Авіаційний варіометр

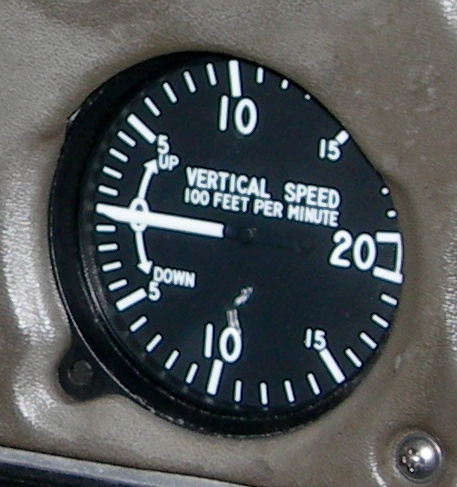
Варіометр з гелікоптера Robinson R22. Класична конструкція, що використовується в авіації, показує швидкість у футах за хвилину

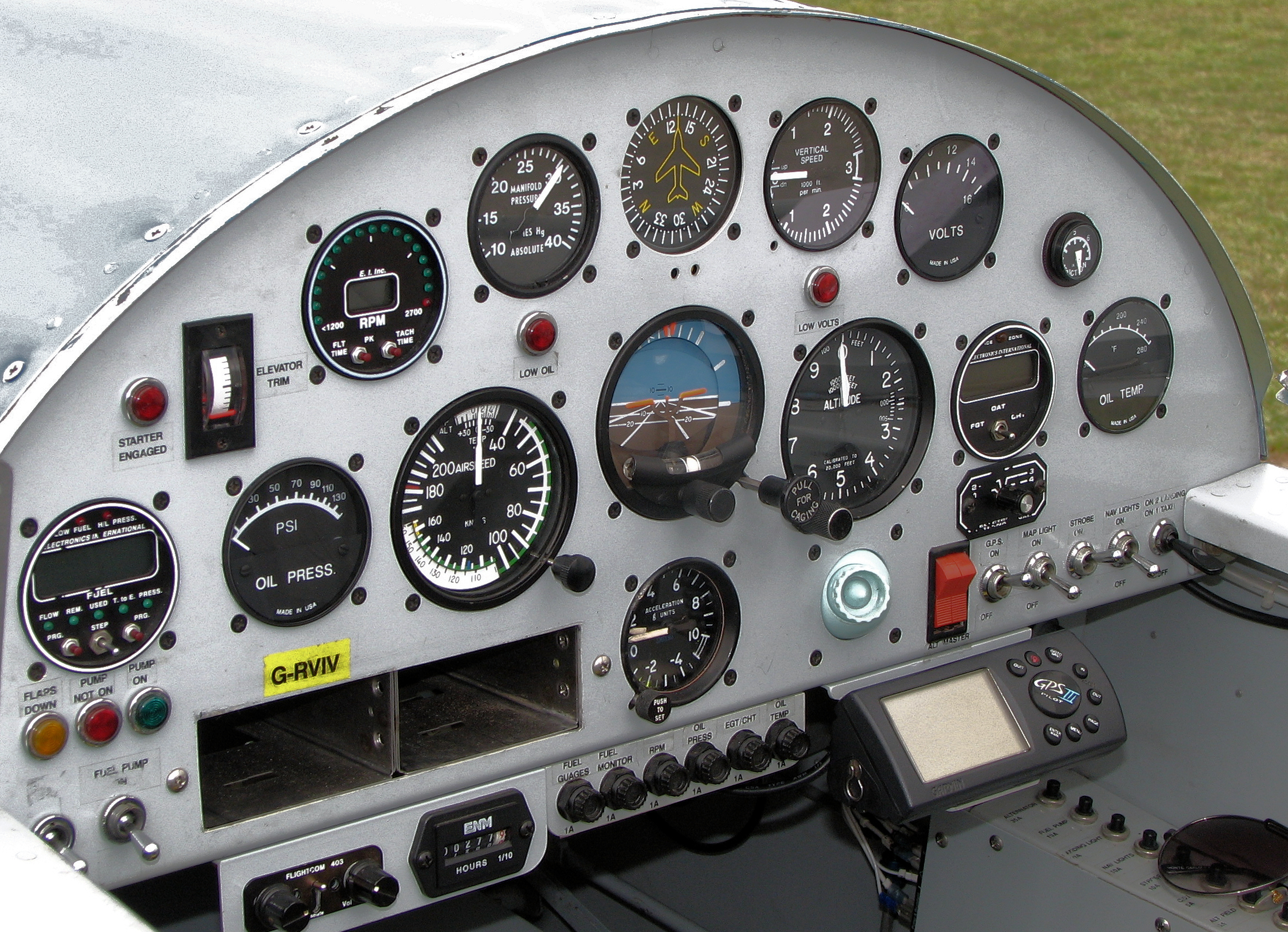
Варіометр на панелі приладів (у верхньому ряду справа) літака Van's RV-4 (2006)

Авіаці́йний варіо́метр чи просто варіометр (англ. vertical speed indicator, VSI або англ. vertical velocity indicator, VVI або англ. rate of climb and descent Indicator, RCDI) — пілотажний контрольно-вимірювальний прилад, яким вимірюють швидкість підйому й зниження (вертикальну швидкість) літального апарата.
Одиниці вимірювання шкали приладу можуть бути — м/с, фути/хв (ft/min) або вузли kn (1kn = 101,333 ft/min = 1 миля/год = 1852 м/год).

## Історична довідка
Винахід варіометра датується 1929 роком, коли прилад був застосований у планерному спорті за ініціативою німецького інженера Александра Ліппіша (нім. Alexander Martin Lippisch) та австрійського спортсмена-планериста (надалі тест-пілота британських ВПС) Роберта Кронфельда (нім. Robert Kronfeld).
Надалі було винайдено й апробовано багато різних конструкцій авіаційних варіометрів, що знайшли своє застосування й у великій авіації. Наразі на кожному літальному апараті є варіометр. На літаках, зокрема, він використовується при пілотажі для контролю висоти, наприклад, при здійсненні горизонтальних маневрів (розворотів).

## Будова і принцип роботи

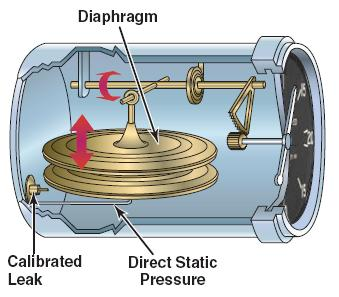
Класична схема варіометра з манометричною коробкою

Варіометр мембранного типу: 1 — Компресійна ємність. 2 — Статичний тиск. 3 — Капіляр. 4 — Підведення статичного тиску. 5 — Мембрана. 6 — Передавальний механізм.

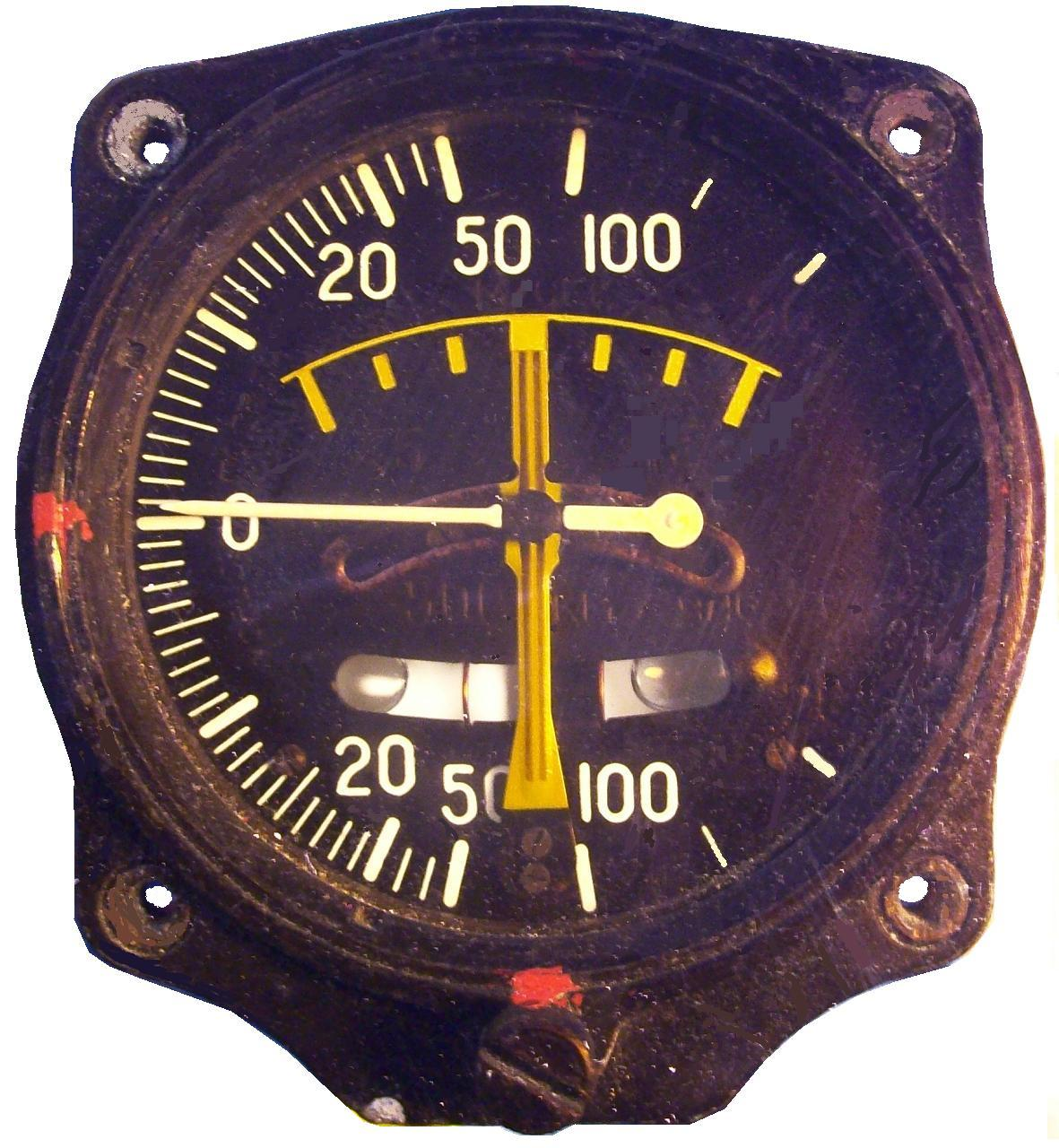
Комбінований прилад ДА-200К

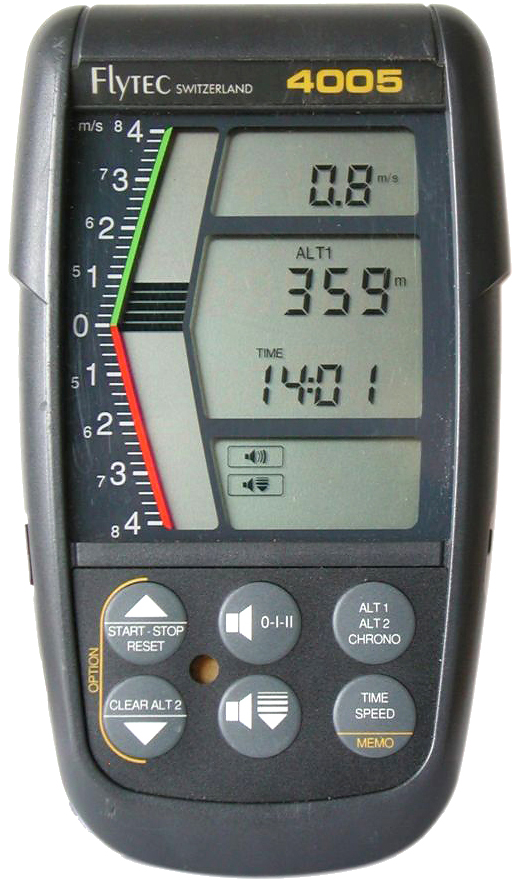
Електронний варіометр для парапланеристів та аеронавтів з графічним індикатором стрічкового типу та цифровим табло для зчитування

Загальний принцип роботи варіометра ґрунтується на вимірюванні швидкості зміни статичного атмосферного тиску у замкнутій порожнині з каліброваним отвором або капіляром із зміною висоти.
У конструкцію входить блок манометричної коробки, яка деформується при наявності різниці тисків всередині та зовні неї, стрілка з передавальним механізмом, що пов'язаний з рухомим елементом манометричної коробки, капіляр, трубопровід, шкала.
Роль чутливого елемента виконує манометрична коробка або мембрана. Внутрішня порожнина герметичного корпусу приладу сполучається безпосередньо з магістраллю статичного тиску через капіляр. Капіляр — скляна трубка з отвором малого перетину. Якщо літак летить горизонтально, то статичний атмосферний тиск всередині манометричної коробки і тиск усередині корпусу будуть однакові і стрілка приладу показує нульову вертикальну швидкість. При зміні висоти польоту змінюється статичний тиск. Усередині манометричної коробки цей тиск встановлюється практично миттєво, а в корпусі приладу внаслідок опору капіляра тиск змінюється повільніше ніж усередині манометричної коробки. Чим більшою є вертикальна швидкість польоту, тим більша різниця тисків. Під дією різниці тисків манометрична коробка деформується. Деформація коробки через передавальний механізм передається на стрілку, яка відхиляється від середнього положення вгору при наборі висоти, вниз — при зниженні.
Описана класична схема має відносно малу швидкодію обумовлену інерцією та нерівномірністю потоку повітря та впливом на покази при різких маневрах, через що на швидкохідних літальних апаратах використовуються так звані безінерційні (миттєві) варіометри (англ. inertia lead vertical speed indicator, ILVSI). Вони додатково оснащені спеціальними прискорювачами (акселераторами) у вигляді підпружиненого поршня відносно великої маси, який при різкому наборі висоти чи зниженні миттєво опускається або піднімається створюючи розрідження або додатковий тиск у манометричній коробці вносячи корекцію у покази. Після стабілізації процесу набору висоти або зниження повітря, що надходить через калібровані отвори «наздоганяє» ситуацію, що відповідає стабілізованому стану, поршень прискорювача під дією пружини повертається у вихідне положення, а варіометр продовжує роботу як звичайний VSI.
У оснащенні планерів знайшли також застосування прапорцеві (пелюсткові) варіометри, у яких чутливим елементом є прапорець, пов'язаний із стрілкою, положення якого визначається напрямом і динамічним впливом вирівнювального потоку повітря між каналом статичного тиску та ємністю компенсації, що виникає при зміні висоти польоту. Замість пелюстки для індикації інтенсивності вирівнювального потоку може використовуватись витратомір змінного перепаду тиску.
Подальший розвиток конструкцій варіометрів йшов шляхом комбінування та інтегрування з іншими вимірювальними приладами. Як приклад можна навести поширений в авіації 50-60-х років XX століття прилад ДА-200. Він включає в собі власне варіометр (біла стрілка), що вимірює вертикальні швидкості до 200 м/с, а також покажчик поперечного нахилу або крену (жовта стрілка) до 45°.

## Електронні варіометри
Отримання результату вимірювання у вигляді електричного сигналу можна забезпечити, якщо у вирівнювальний потік повітря між каналом статичного тиску та компенсаційною ємністю помістити чутливі елементи у вигляді двох послідовно розташованих термісторів (терморезисторів) електричний опір яких залежить від температури. Нагрівання їх здійснюється невеликим електричним струмом (близько 15 мА) до температури близько 100 °С. При проходженні повітря у компенсаційну камеру більшого охолодження зазнає перший термістор, при зворотному напрямку потоку — другий. Різниця температур а значить і опорів термісторів і буде слугувати сигналом про швидкість зміни висоти польоту. Такий варіометр має високу швидкодію а електричний сигнал можна легко перетворювати у звукову сигналізацію, яка може змінювати гучність та/чи тональність залежно від напряму та інтенсивності вертикальних маневрів.

## Варіометри повної енергії
У планеризмі вважається, що для нормального польоту апарат повинен мати достатню кількість механічної енергії. Енергія планера, що називається повною енергією, складається з потенціальної Eп = mgH (m — маса планера, g — прискорення вільного падіння, Н — висота лету) і кінетичної Eк = mV²/2 (V — швидкість польоту), тобто Е = Eп+ Eк. Ці види енергії можуть взаємно перетворюватись — зменшувати швидкість за рахунок збільшення висоти і збільшувати швидкість за рахунок зменшення висоти. Більшість варіометрів, зокрема ті що описані вище, враховували лише зміну потенційної енергії судна використовуючи тільки значення статичного тиску, незалежно чи ця зміна викликана зміною швидкості, чи в результаті впливу зовнішніх факторів (наприклад, висхідних теплових потоків). Цей факт є істотним у польоті планера, оскільки його пілота цікавить чи у місці простору перебування планера є висхідні потоки чи зміна висоти викликана за рахунок кінетичної енергії. Для вирішення цієї проблеми у планерах використовують варіометри повної енергії або скомпенсовані варіометри (англ. Total energy compensated variometers), які компенсують реакцію на зміну висоти у результаті маневру, а реагують лише на зміну повної енергії.
Принцип роботи приладу полягає у тому, що до компенсаційної схеми варіометра підключається відповідно калібрована мембрана-компенсатор, до якої подається повний тиск. І якщо зміни статичного тиску будуть викликані через зміну швидкості, то вони будуть скомпенсовані одночасною більшою зміною тиску, що подається на протилежну сторону манометричної коробки і прилад не покаже зміни повної енергії планера. Однак, при появі висхідного потоку наступить зміна статичного тиску, не пов'язана із зміною повного тиску і варіометр покаже цю зміну, що уможливить пілотові початок маневру у висхідному термічному потоці.
В іншому типі компенсатора як приймач статичного тиску до варіометра підключається трубка Вентурі. Вона має звуження, у якому за законом Бернуллі тиск є нижчим, ніж в основному потоці. Тобто при усталеному режимі такий варіометр працює як звичайний (некомпенсований). Тиск в його камері дорівнює статичному за вирахуванням постійної величини розрідження в трубці Вентурі. Але при зміні швидкості польоту планера величина цього розрідження змінюється. Змінюється і величина тиску (статичного) в камері варіометра. Таким чином, при збільшенні швидкості стрілка у більшій мірі більше зсувається в бік підняття (порівняно з некомпенсованим варіометром), а при її зменшенні — у бік зниження.
Приймачі динамічного тиску для таких компенсаторів встановлюються зазвичай в зонах, де не порушено структуру потоку повітря, тобто або перед носом планера, або перед передньою крайкою кіля.
Компенсація, аналогічна до вищеописаної існує і в електронному вигляді, для електронних компенсованих варіометрів. На сучасних планерах завжди присутні як мінімум два види варіометрів: звичайний (аерометричний) і електронний. Аерометричний варіометр при цьому найчастіше є запасним (аварійним).
Проте електронний варіометр, який часто поєднується з іншими покажчиками (наприклад висотоміром) для безмоторної авіації стає основним. У такому приладі немає повітряних ємностей і трубопроводів, а є лише чутливі сенсори тиску, на основі даних з яких обчислювальні пристрої видають потрібну інформацію, в тому числі і про вертикальну швидкість.
Існує багато різновидів таких приладів. Вони є досить компактними і зручними, і не тільки для пілотів планерів, а й для парапланеристів та дельтапланеристів.